# Mantua (Utah)
Mantua – miasto w Stanach Zjednoczonych, w stanie Utah, w hrabstwie Box Elder.